# Gojko Pijetlović
Gojko Pijetlović (serbisch-kyrillisch Гојко Пијетловић; * 7. August 1983 in Novi Sad) ist ein serbischer Wasserballspieler. Er ist Torhüter der Serbischen Wasserball-Nationalmannschaft und gewann mit ihr unter anderem die Goldmedaille bei den Schwimmweltmeisterschaften 2015.

## Erfolge
Seit 2006 gewann Pijetlović mit Serbien insgesamt siebenmal die Weltliga Wasserball: 2006 in Athen, 2007 Berlin, 2010 Niš, 2011 Florenz, 2013 Tscheljabinsk, 2014 Dubai und 2015 in Bergamo. Dazu kam noch einmal Bronze 2009 in Podgorica.
Beim Wasserball-Weltcup der FINA war er mit seinem Land 2010 im rumänischen Oradea erfolgreich. Außerdem gewann Serbien bei den Mittelmeerspielen 2009 im italienischen Pescara.
Die Wasserball-Europameisterschaften brachten Gold 2016 in Budapest und 2014 in Belgrad sowie einmal Bronze 2010 in Zagreb.
Die Schwimmweltmeisterschaften sahen Serbien mit Pijetlović 2015 im russischen Kasan und 2009 in Rom auf Platz eins. 2011 in Shanghai gewann das Team Silber, bei Olympia 2012 in London Bronze.
Die meisten seiner internationalen Erfolge teilte Gojko mit seinem Bruder, dem Feldspieler Duško Pijetlović.